# Werner Stiefele
Werner Stiefele (* 1953) ist ein deutscher Autor, Dramatiker und Musikjournalist.
Stiefele war von 1981 bis 2001 als freier Fachjournalist tätig und berichtete vor allem über Jazzmusik; er arbeitete als Kritiker für die Stuttgarter Zeitung, überregional für Focus, Audio, Stereoplay, Scala, Amadeo, Musikwoche, Rondo, Jazzthetik, aber auch für mehrere Rundfunkanstalten. Auch schrieb er die Liner Notes für zahlreiche Alben. Er ist Mitglied der Jury beim Preis der deutschen Schallplattenkritik.
Stiefele verfasste 1983 für das Staatstheater Stuttgart die szenische Dokumentation Reichskristallnacht und 1993 für das Stuttgarter Theater der Altstadt das Stück Wenn’s ernst wird. Weiterhin schrieb er das Hörspiel Bird and Soul (1996, WDR, Konzertversion 2001).
Von 2001 bis 2019 leitete Stiefele den Bereich Kulturvermittlung im Kulturamt der Landeshauptstadt Stuttgart. Er unterrichtete an der Hochschule für Musik und Darstellende Kunst Mannheim Geschichte von Jazz und Popularmusik (1994 bis 2005) und am Popcollege/Fellbach Musikgeschichte (2008 bis 2020); seit 2020 hat er einen Lehrauftrag über Geschichte der Popularmusik an der Evangelischen Hochschule für Kirchenmusik Tübingen. Außerdem hielt er Vorlesungen an den Musikhochschulen Stuttgart und Lübeck.

## Schriften
- Georg Bahmann / Heinz Schmid / Werner Stiefele: 20 Jahre Dixieland Hall in Stuttgart. Stuttgart, Jazz Society, 1992
- Beiträge in Rainer Max / Rainer Moritz (Hrsg.): Schlager die wir nie vergessen, Reclam Leipzig 1997, ISBN 3-379-01583-0: TWA-Direktor verhöhnt Jugendkultur (über Ralf Bendix, Babysitter-Boogie, S. 120–124); Die Ausrede als Leitmotiv (über Manuela, Schuld war nur der Bossa Nova, S. 144–149); Der große Bluff (über Siw Malmkvist, Liebeskummer lohnt sich nicht, S. 156–161)
- Rüdiger Schestag / Werner Stiefele: Jazz in Stuttgart.  Esslingen, Edition Jazz-networkcom 2000; ISBN 9783934945494